# Мансфілд Тауншип (округ Берлінгтон, Нью-Джерсі)
Мансфілд Тауншип (англ. Mansfield Township) — селище (англ. township) в США, в окрузі Берлінгтон штату Нью-Джерсі. Населення — 8897 осіб (2020).

## Демографія
Згідно з переписом 2010 року, у селищі мешкали 8544 особи в 3401 домогосподарстві у складі 2452 родин. Було 3529 помешкань
Расовий склад населення:
| - 79,0 % — білих - 10,4 % — чорних або афроамериканців - 7,7 % — азіатів - 0,2 % — корінних американців - 0,1 % — вихідців з тихоокеанських островів |

До двох чи більше рас належало 2,0 %. Частка іспаномовних становила 5,0 % від усіх жителів.
За віковим діапазоном населення розподілялося таким чином: 20,6 % — особи молодші 18 років, 51,5 % — особи у віці 18—64 років, 27,9 % — особи у віці 65 років та старші. Медіана віку мешканця становила 48,9 року. На 100 осіб жіночої статі у селищі припадало 90,3 чоловіків;  на 100 жінок у віці від 18 років та старших — 86,0 чоловіків також старших 18 років.
Середній дохід на одне домашнє господарство  становив 110 622 долари США (медіана — 92 594), а середній дохід на одну сім'ю — 134 201 долар (медіана — 122 105). Медіана доходів становила 85 810 доларів для чоловіків та 58 958 доларів для жінок. За межею бідності перебувало 1,6 % осіб, у тому числі 1,6 % дітей у віці до 18 років та 2,6 % осіб у віці 65 років та старших.
Цивільне працевлаштоване населення становило 4039 осіб. Основні галузі зайнятості: освіта, охорона здоров'я та соціальна допомога — 29,0 %, науковці, спеціалісти, менеджери — 13,8 %, фінанси, страхування та нерухомість — 12,1 %.